# Xenoturbella churro
Xenoturbella churro és una espècie de cuc marí amb simetria bilateral pertanyent al gènere Xenoturbella. Igual que les altres espècies del seu gènere, manca d'un sistema nerviós central, celoma, anus o òrgan reproductor.
Xenoturbella churro, que pren el nom precisament per la seva semblança al xurro, mesura 10 centímetres. Va ser trobat a 3.658 metres de profunditat en una emanació freda al golf de Califòrnia.
Va ser descrita per primera vegada, juntament amb altres tres noves espècies del mateix gènere, en un article publicat a la revista Nature del 4 de febrer de l'any 2016 per un equip de científics del Scripps Institution of Oceanography a l'UC Sant Diego, el Western Australian Museum i el Monterey Bay Aquarium Research Institute (MBARI) liderat pel biòleg marí Greg Rouse.
Les quatre noves espècies, totes elles de l'oceà Pacífic, s'afegeixen a les dues espècies ja conegudes de la costa occidental de Suècia.